# ヴィソコ
ヴィソコ（ボスニア語およびクロアチア語:Visoko、セルビア語:Високо）はボスニア・ヘルツェゴビナの中央、フォイニチカ川（Fojnička）とボスナ川（Bosna）の合流地点に位置する町である。人口は約17,000人。首都サラエヴォとゼニツァを結ぶ幹線上に位置する。ボスニア・ヘルツェゴビナの構成体であるボスニア・ヘルツェゴビナ連邦のゼニツァ＝ドボイ県に属する基礎自治体である。

## 人口動態
1991年の国勢調査によると、ヴィソコ自治体の人口は46,130人であった（ボシュニャク人74.54%、セルビア人15.99%、クロアチア人4.28%、ユーゴスラビア人3.16%、その他2.04%）。うち、ヴィソコ市街には15,310人の住民がいたが、2006年時点の人口は約17,000人と見積もられている。

## 地理
232平方キロメートルの面積を有するヴィソコ市は、オズレン（Ozren）やヴラニツァ・ズヴィイェズダ（Vranica and Zvijezda）を含むボスニア中央山脈丘陵地帯（標高400から1,050メートル）に位置し、地形学的に特徴的な谷などを有する。ヴィソコ市へはアドリア海沿岸に向かって伸びる鉄道や、サラエヴォ・ゼニツァを経由し、北へ続く特別道路によって各地と結ばれている。

## 歴史
ヴィソコ周辺はかつて中世ボスニアの中心であった。オスマン帝国時代に、ビスコの町はアヤス＝ベグ（Ajas-beg）によって作られた。オーストリア・ハンガリー帝国によるボスニア併合の後も、ヴィソコにはオスマン帝国の支配下一帯で共通のオリエンタル様式を反映したものが残っている。
ユーゴスラビアでのヴィソコは開発が十分に進まなかった。第二次世界大戦中、町自身は特に被害を受けなかった。戦後、社会主義体制のユーゴスラビア統治下で町は大きく発展を遂げた。ボスニア・ヘルツェゴビナ紛争当時はヴィソコの町も戦乱から逃れることができず、4年間にわたってボスニア軍の支配下に置かれた。
2006年現在、ヴィソコの町は豊かな歴史と文化の残された町であるが、戦乱による経済的損失は大きく、未だに回復しきっていない。